# Todelt graf
En todelt graf betegner i grafteori en graf, hvori mængden af punkter kan deles i to disjunkte mængder, således at enhver kant har et endepunkt i hver mængde.
| Matematik | Spire Denne artikel om matematik er en spire som bør udbygges. Du er velkommen til at hjælpe Wikipedia ved at udvide den. |